# 路易-埃内斯特·巴里亚斯
路易-埃内斯特·巴里亚斯（Louis-Ernest Barrias，1841年4月13日—1905年2月4日）是法国法兰西艺术院的雕塑家。1865年，巴里亚斯获得了罗马大奖後前往罗马的法国学院學習。
巴里亚斯参与了巴黎歌剧院和位於香榭丽舍大街的帕伊瓦酒店装饰工作。他的作品大多是大理石的，具有浪漫现实主义风格，風格承繼自让-巴蒂斯特·卡尔波。

## 脚注
1. ↑  . www.christies.com.cn.   [2021-12-18]. （原始内容存档于2021-12-18） （英语）.